# Drahnsdorf
Drahnsdorf es un municipio situado en el distrito de Dahme-Bosque del Spree, en el estado federado de Brandeburgo (Alemania). Tiene una población estimada, a fines de 2020, de 675 habitantes.
Forma parte de la colectividad de municipios (en alemán, amt) de Unterspreewald.